# Maieru
Maieru é uma comuna romena localizada no distrito de Bistrița-Năsăud, na região histórica da Transilvânia. A comuna possui uma área de 130.16 km² e sua população era de 7681 habitantes segundo o censo de 2007.